# Notophthiracarus parvulus
Notophthiracarus parvulus är en kvalsterart som beskrevs av Wojciech Niedbała 1998. Notophthiracarus parvulus ingår i släktet Notophthiracarus och familjen Phthiracaridae. Inga underarter finns listade i Catalogue of Life.